# Tudományos fokozat
A tudományos fokozat az egyetemeken megszerezhető ismeretanyag elsajátításának és az ehhez kapcsolódó, tudomány területén végzett kutatás elvégzésének az igazolására szolgáló titulus. Magyarországon jelenleg egyetlen tudományos fokozat szerezhető: a PhD a latin „Philosophiæ Doctor” (= a filozófia tanítója) rövidítése. Szervezett képzés esetén feltétele többek között az ún. abszolutórium megszerzése, tehát a tanulmányi kötelezettségek teljesítése, amely után megkezdődhet az ún. fokozatszerzési eljárás. A jelölt korábbi tudományos teljesítménye alapján – az egyetem erre irányuló döntése szerint – egyéni úton is felkészülhet a fokozatszerzésre (egyéni felkészülés). A fokozat megszerzéséhez a doktori szigorlat eredményes letétele, valamint a PhD értekezés sikeres megvédése szükséges. A fokozat hivatalos rövidítései angolszász országokban a „PhD”, ritkábban DPhil, máshol, például Németországban és Skandinávia területén „dr. phil.” (=Doktor der Wissenschaften), bizonyos szláv államokban pedig „CSc” (=candidatus scientiarum, kandidátus). A PhD művészeti megfelelője, a csak nevében eltérő DLA, amely a Doctor of Liberal Arts, latinul a Doctor Liberalium Artium rövidítése. (Ez a tudományos fokozat csak a zeneművészet, képzőművészet, az iparművészet és az építőművészet területén szerezhető meg.)
A magyarországi („új típusú”) tudományos fokozat elismert az Európai Unióban, viszont a tudományos fokozathoz kapcsolódó és egyéb tudományos, egyetemi titulusok használatát engedélyeztetni kell. Ugyanakkor, bár a magyarországi PhD-fokozatokat elismerik az Európai Unió egyéb tagállamaiban, az ott, avagy bárhol máshol szerzett PhD-fokozatokat, amennyiben viselője Magyarországon kíván a tudományos életben részt venni, honosíttatnia kell.

## A tudományos fokozat története
Eredetileg az egyetem által adományozott tudományos fokozat volt a dr. phil. a filozófia területén. A doktori (latin: tanár) címet gyakran csak középkorúak kapták meg a tudománynak (azaz a tanulásnak, a tudásnak és a tudás terjesztésének) szentelt élet elismeréseképpen. A filozófiát mint a teológia szolgálóleányát (ancilla theologiæ) bevezető tanulmányoknak tekintették, ezért a philosophiæ doctor sok egyetemen kihalt.
A fokozatot a 19. században a Friedrich-Wilhelm Egyetemen újjáélesztették. Annak adták, aki eredeti kutatást végzett a természettudományok vagy a bölcsészettudományok, majd a 20. század első felétől a társadalomtudományok területén is. Németországból terjedt el az Amerikai Egyesült Államokban és az Egyesült Királyságban a 20. század elején.
Magyarországon, valamint néhány más volt szocialista országban a második világháború után a szovjet rendszert vezették be, azaz megvonták az egyetemektől évszázados jogukat a fontosabb tudományos fokozatok adományozására, amit a politikailag ellenőrzött testületeknek, például a tudományos akadémiáknak adtak. Az 1950-es években az egyetemek visszakapták a doktori címek adományozásának lehetőségét, azonban ez nem minősült tudományos fokozatnak. Magyarországon 1957-1993 között az egyetemi diploma után az elsőként megszerezhető fokozat az egyetemi doktori (közkeletű néven „kisdoktori”), illetve 1984-től a „dr. univ.” volt. Ettől függetlenül szerezhető volt, de az esetek elsöprő többségében a dr. univ. címet követte az MTA Tudományos Minősítő Bizottsága által adott tudományok kandidátusa fokozat (CSc.). A kandidátusi címmel rendelkező személy a tudományok doktora (DSc.; az úgynevezett „nagydoktori”) címet szerezhette meg. E rendszer megszűnése után bizonyos megkötések mellett a régi kisdoktorik egy (kisebbik) részét az egyetemek PhD-fokozattá minősíthették át, ezzel a lehetőséggel nem minden egyetem élt, mivel a kisdoktori fokozatok nem feleltethetők meg közvetlenül a PhD-nak (az alacsonyabb szintű publikációs követelmények, nyelvtudás és egyéb tudományos minősítések alacsonyabb elvárt szintje miatt). 1995 óta a korábbi tudományok doktora címnek felel meg az MTA doktora titulus, amelynek a megszerzési folyamata és követelményei megegyeznek a tudományok doktora követelményrendszerével, és azzal megegyezően ezt a címet is az MTA adományozza.
Magyarországon 1993-ban vezették be a fokozatosan, a megváltozott és egységesülő európai, illetve az azt akkor már közel egy évszázada alkalmazó amerikai szokásnak megfelelően egyetlen tudományos fokozatként a PhD-t, s az azzal egy szinten lévő DLA-t. (Ezzel együtt kandidátusi fokozat elnyerésére utoljára 1997-ben lehetett jelentkezni, a folyamatban lévő ügyek a rákövetkező egy-két évben lezárultak.)
Magyarországon 1993. év óta növekszik a doktori (PhD-, DLA-) képzésben részt vevő hallgatók száma. Míg a PhD képzések bevezetésének kezdetekor, az 1993/1994-es tanévben összesen 1 527 doktorandusz hallgató volt, ezen szám az összes évfolyamot a figyelembe véve a 2020/2021-es tanévre 10 147 főre emelkedett (amiből 9 001 fő nappali képzés keretében végzi tanulmányait), ezt követően a 2023/2024-es tanévre vonatkozóan 10 730 főre emelkedett (amiből 9 741 fő végzi nappali képzés keretében  tanulmányait).  Ezzel egyidejűleg több felsőoktatási intézményben ls karon került sor új doktori iskolák megalapításra.

## A megszerzés folyamata
Magyarországon a PhD-t megkaphatják normális körülmények között 8 szemeszter ún. doktori iskolai tanulmányok, a doktori szigorlat (rigorosum), a disszertáció benyújtása, majd megvédése után bölcsészek, teológusok, természettudósok, jogászok, mérnökök, közgazdászok, egészségtudományi területen dolgozók (ápoló, dietetikus, gyógytornász, mentőtiszt, APN) valamint orvosok, állatorvosok és gyógyszerészek is. Más országokban gyógytornászok is megkaphatják. Az Egyesült Államokban a PhD-képzés 4-5 éves, és általános vizsgát a második év végén kell tenni, és ezen két évben részesül oktatásban is a hallgató, míg Nagy-Britanniában a képzés 3-4 éves, a hallgató oktatásban kisebb mértékben részesül és inkább a kutatásra összpontosít, bizonyos mértékben oktat (ami, ellentétben az amerikai rendszerrel, nem kötelező) és vizsgát az első év végén kell tennie. DLA-t Magyarországon 6-8 szemeszter doktoriskola után szerezhetnek meg a gyakorlati és elméleti kutatómunkát egyaránt végző képzőművészek és iparművészek.
A PhD-disszertáció védésének körülményeiben is jelentős eltérések mutatkoznak attól függően, melyik országról is van szó. Magyarországon a konkrét védés alapvetően egy formális aktus, és kevésbé érdemi vita, hiszen a doktorjelölt előre megkapja a két opponensi véleményt, amire a védés során érdemben reagálnia kell, általában előre megírt szöveg alapján. Az angolszász országokban, például Nagy-Britanniában a védés sokkal kevésbé formális, hiszen alapvetően a jelölt és a két opponens vesz részt benne, viszont sokkal hosszabb is: Cambridge és Oxford, és több másik intézmény esetében is a védés nem ritkán több mint öt órát vesz igénybe, érdemi vitával.

### Értékelés
Az elnyert PhD-fokozatok minősítése országonként eltér. Az angolszász rendszerben a PhD-t nem minősítik, az vagy megfelelt a követelményeknek, vagy nem, külön értékelésre a megfelelt disszertációk esetében nem kerül sor. Magyarországon jelenleg általában négy minősítés létezik: insufficienter („elégtelen”), rite („illő, megfelelő"), cum laude („dicsérettel”), summa cum laude („a legnagyobb dicsérettel”). A magna cum laude („nagy dicsérettel”) fokozatot Magyarországon a szokásjog alapján a hittudomány területén a Hittudományi Karok továbbra is odaítélhetik (pl. Debreceni Református Hittudományi Egyetem; Károli Gáspár Református Egyetem Hittudományi Kara; Evangélikus Hittudományi Egyetem). Az egyes minősítésekhez szükséges átlagokról a kari szabályzatok döntenek, a szigorlati és védési jegyekből vagy pontokból számított átlag alapján. A Szegedi Tudományegyetemen például érdemjegyekből (1–5) számolnak átlagot, a Miskolci Egyetemen pontokból (0-3) százalékot.
- insufficienter: 3,0 alatt (SZTE),[4] 60% alatt (ME),[5] KGRE HTK)[6]
- rite: 3,0–3,60 (SZTE),[4] 60–79,9% (ME),[5] 60–74,9% (KGRE HTK)[6]
- cum laude: 3,61–4,30 (SZTE),[4] 80–89,9% (ME),[5] 75–84,9% (KGRE HTK)[6]
- magna cum laude – Csak néhány helyen: 85–89,9% (KGRE HTK)[6]
- summa cum laude: 4,31-től (SZTE),[4] 90–100% (ME),[5] KGRE HTK)[6]

## Típusai egyes országokban
Egyes országokban (pl. Ausztria, Németország) a konkrét doktori címben különbség lehet a különböző tudományterületek konkrét megnevezésében. Például a természettudományos területek doktorai a Dr. rer. nat. címet (rndr: rural natural doctor), a mérnöki tudományok doktorai a Dr. Techn., a közgazdaságtudományok doktorai pedig a Dr. rer. pol., ill. Dr. rer. soc. oec. címet nyerhetik el. Ezek a címek azonban mind a PhD-cím megfelelői.
A jogászok dr. jur., és az orvosok dr. med. (illetve a fogorvosok dr. med. dent., a gyógyszerészek dr. pharm. és az állatorvosok dr. vet.) foglalkozásdoktori címe nem tudományos fokozat, hanem általában diplomájuk része. Németországban az orvosi típusú doktori fokozatok ugyan doktori fokozatszerzési eljárás keretében nyerhetők el, azonban ezek tudományos megítélése vitatott, és tudományos műhelyenként különböző.

## Mire jogosít?
A PhD-fokozat Németországban, Ausztriában, Svájcban, Franciaországban és néhány egyéb európai országban az egyetemi tanári kinevezés, a professzúra megpályázásának elemi, néhol törvényi követelménye. A fokozat önmagában azonban az egyetemi tanári kinevezéshez nem feltétlenül elegendő – ahhoz a doktori fokozattal rendelkező személynek habilitációs eljárásban kell részt vennie, vagy azzal egyenértékű tudományos tevékenységet kell felmutatnia. Számos magyarországi egyetemen az egyetemi tanári kinevezéshez (ritkább esetben a docensi kinevezéshez is) szükséges a habilitáció megszerzése.
A doktori fokozat általában önálló tudományos tevékenység végzésére jogosít fel, továbbá egy adott ország törvényeinek, ill. az adott egyetem tanulmányi és vizsgaszabályzatának értelmében jogosíthat egyetemi kurzusokban való vizsgáztatásra és egyetemi kurzusok önálló meghirdetésére. Utóbbihoz a német nyelvű területeken általában a habilitáció, és esetlegesen az ennek következményeként megszerzett egyetemi magántanári cím (Privatdozent) is szükséges lehet.

## A magyar rendszer sajátosságai
A magyar tudományos minősítés tehát, ellentétben az 1990-es években megfogalmazott tervekkel, továbbra is háromosztatú, és immáron Európában szinte példa nélküli rendszerként ötvözi az angolszász, a német, és a szovjet tudományos minősítéseket. A kisdoktori és a kandidátusi összeolvadásából létrejött a PhD, amellyel szemben az angolszász országokban, minthogy az egyetlen tudományos fokozatról van szó, a legkomolyabb minőségi elvárásokat támasztják.
A szovjet típusú tudományos minősítő rendszer eltűnésével szinkronban, a 90-es évek közepén Magyarországon újra bevezették a habilitációt, amely bevett tudományos minősítés volt a szocialista éra előtt. Ez képezi a rendszer második elemét, amely a gyakorlatban csupán az MTA kutatóintézeteiben dolgozók számára nem szükséges, minthogy a habilitáció eredetileg az oktatás minőségét vizsgálja, és a kutatóintézetekben oktatás nem folyik.
A rendszer harmadik eleme az MTA doktora cím, amely teljességgel megegyezik a korábbi, szovjet típusú rendszer "tudományok doktora" minősítésével, csupán immáron nem tudományos fokozatnak, hanem címnek minősül. Bár számos kritika érte ezt a rendszert (amely olyan paradoxonokat szülhet, mint például, hogy a Cambridge-i Egyetemen PhD-t szerzett, és a Harvard Egyetemen professzori státusban lévő kutatót elméletileg nem lehetne kinevezni egyetemi tanárrá egyetlen magyar egyetemen sem, hiszen nem habilitált, és/vagy nem rendelkezik az MTA doktora címmel) amely a korábbi tervekkel ellentétben éppen úgy háromosztatú mint a korábbi, érdembeli változás nem várható Magyarországon a tudományos minősítésekkel kapcsolatban.
A 2016. szeptember 1-től hatályos felsőoktatási törvény szerint a doktori képzés 2 éves képzési és kutatási, valamint további 2 éves kutatási és disszertációs szakaszból áll. A negyedik szemeszter végén komplex vizsgát kell tenni, melynek sikeressége esetén lehet megkezdeni a következő két éves doktorjelölti szakaszt. A képzés 4 éve során összesen 240 kreditet kell szerezni, átlagosan félévente 30-at. A részleteket a törvény 53. § (1)-(4) pontjai adják meg.

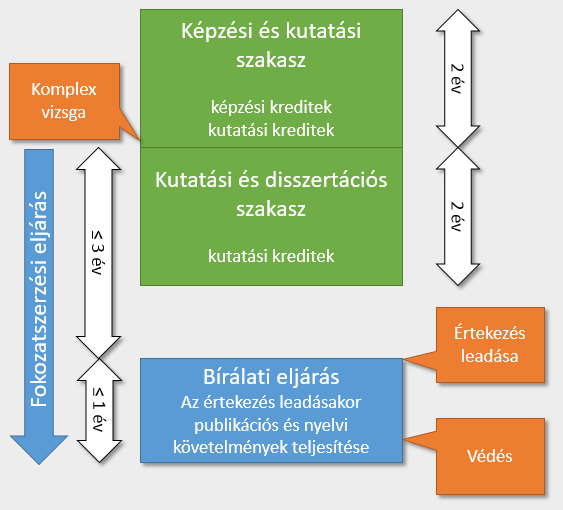

## Külföldön szerzett tudományos fokozatok belföldi elismerése
Ha valaki külföldön tudományos (PhD, DBA, CSc) fokozatot szerzett, akkor kérheti annak honosítását (nosztrifikációját). Az eljárást az adott tudományterületen doktori fokozat kiadására jogosult, tehát akkreditált doktori képzéssel rendelkező egyetemen a honosítandó fokozat oklevelének, ill. hiteles másolatának és a honosítás iránti kérelem egyidejű benyújtásával lehet kezdeményezni. Az eljárást végző egyetem területileg illetékes doktori tanácsa jogosult egyéb okiratokat is bekérni (pl. a doktori képzés során vezetett leckekönyvet). A honosítási eljárás vizsgálja a külföldi fokozatszerzés körülményeit, ill. magát a disszertációt, s megállapítja, hogy a doktori értekezés, ill. a külföldi fokozatszerzési eljárás az adott egyetem doktori iskolájában alkalmas lett volna-e a tudományos fokozat (PhD) szerzésre. Ha igen, akkor a fokozat honosításáról okiratot állítanak ki.
A habilitált doktori cím honosítása hasonlóképpen történik.
A szovjet tömb bizonyos utódállamaiban (pl. Csehországban és Szlovákiában) megszerezhető akadémiai doktori cím (DSc) a kilencvenes évek vége óta nem honosítható Magyarországon. Érdekesség, hogy ez a szigor fordított irányban már nem áll fönn: a cseh és a szlovák tudományos élet a Magyar Tudományos Akadémián szerzett akadémiai doktori címet (DSc) nagyvonalúan nosztrifikálja (Csehországban: DSc, Szlovákiában DrSc rövidítéssel).

## Magyar jogszabályok
- 2001. évi C. törvény a külföldi bizonyítványok és oklevelek elismeréséről[7]
- 2011. évi CCIV. törvény a nemzeti felsőoktatásról[8]